# Agence des services frontaliers du Canada
Pour les articles homonymes, voir ASFC.

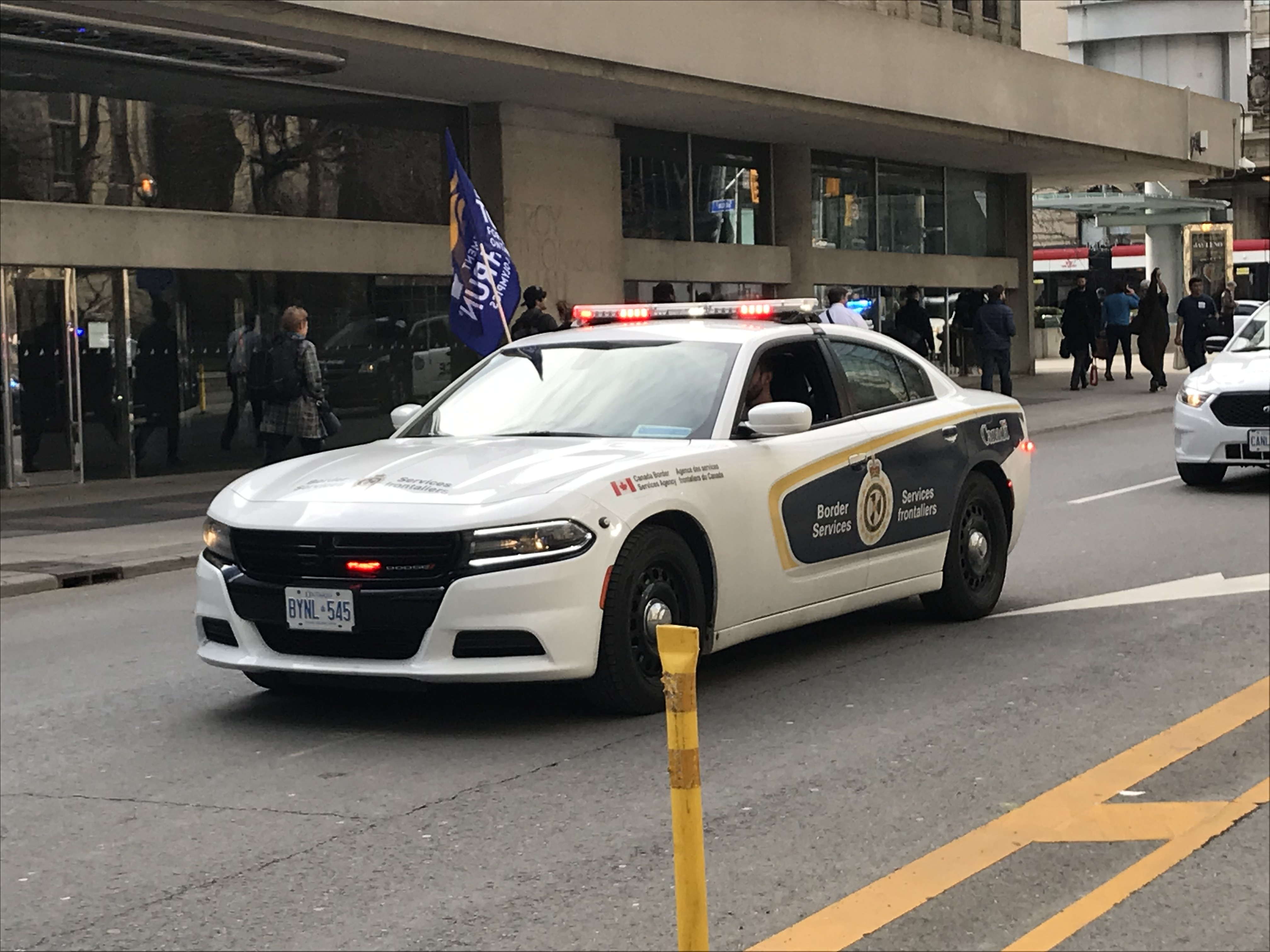
Dodge Charger des Services Frontaliers et Douaniers en patrouille

L'Agence des services frontaliers du Canada (ASFC ; en anglais : Canada Border Services Agency ou CBSA) est l'agence du gouvernement du Canada responsable des services douaniers, ainsi que des entrées et des sorties aux frontières du Canada.

## Histoire
L'agence a été créée le 12 décembre 2003 par un ordre en conseil, le jour où Paul Martin a été intronisé Premier ministre du Canada. L'agence a été constituée en intégrant les personnel de sécurité frontalière de Citoyenneté et Immigration Canada (CIC) ; l'Agence canadienne d'inspection des aliments (ACIA/CFIA) et des Inspecteurs de douanes de l'Agence des douanes et du revenu du Canada (ADRC/CCRA). Sa création a été formalisée par la Loi sur l'Agence des services frontaliers du Canada, qui a reçu la sanction royale le 3 novembre 2005. À la suite des attentats du 11 septembre 2001, le contrôle des frontières du Canada s'est davantage concentré sur la sécurité nationale et publique. Sa section des opérations de l'intérieur (Inland Enforcement branch) recherche et arrête les étrangers en séjour illégal au Canada ; ses agents ne sont pas en uniforme mais sont armés d'un pistolet Beretta Px4 Storm comme leurs collègues du service aux frontières.
L'ASFC est présente dans plus de 1 200 lieux à travers le Canada, et 39 dans d'autres pays. L'agence emploie environ 13 000 fonctionnaires et offre un service vingt-quatre heures sur vingt-quatre à 117 postes frontaliers et treize aéroports internationaux.

## Formation
Le collège de l'ASFC, auparavant le Centre canadien de formation des inspecteurs des douanes, dispense la formation initiale et le perfectionnement des douaniers canadiens. Le campus principal se trouve à Rigaud au Québec. Les programmes qui y sont offerts sont la formation de base pour les agents, le recours à la force  et d'armement ainsi que la formation des chiens détecteurs. La durée de la formation de base est de 18 semaines. Le campus de Rigaud peut accueillir 285 étudiants en résidence. Il comporte entre autres 20 classes, un complexe multifonctionnel, un gymnase et un champ de tir. En 1977, le gouvernement du Canada achète le bâtiment des Clercs de Saint-Viateur et ouvre le nouveau Collège des Douanes et de l'Accise pouvant accueillir 100 étudiants. Deux agrandissements majeurs sont inaugurés en 1985 et en 2012. Sept campus satellites sont répartis dans différentes régions du Canada. 

## Statistiques
Chaque année, l’ASFC publie un états des lieux sous forme de statistiques de diverses mesures d'exécution de la loi, notamment vis-à-vis des saisies de drogues et d'armes à feu illicites, ainsi qu'aux interceptions de véhicules volés.

## Culture
L'agence fédérale canadienne est connue de nombreux spectateurs grâce à la série télévisée The Border.